# Baía do Guajará
A baía do Guajará é um estuário formado pelo encontro da foz dos rios Guamá e Acará, que banha os municípios paraenses de Barcarena e Belém, capital do estado. Suas águas correm para a baía do Marajó e deságuam no Oceano Atlântico.

## História
Antes denominada Paraná-Guaçu, pelos índios tupinambás que habitavam a região, a baía do Guajará, foi a porta de entrada para os portugueses que desejavam ocupar o Grão-Pará. De acordo com o Tratado de Tordesilhas as terras pertenciam à Espanha, mas naquele momento os territórios estavam unificados pela União Ibérica.
A 12 de janeiro de 1616, três embarcações, o patacho Santa Maria da Candelária, o caravelão Santa Maria das Graças, e a lancha grande Assunção, aportaram onde hoje é a cidade de Belém (Mairi, para os indígenas) com 150 homens, a qual Francisco Caldeira de Castelo Branco, Descobridor e Primeiro Conquistador do Amazonas, seu título na época, denominou Feliz Lusitânia. No local, o engenheiro-mor Francisco Frias Mesquita iniciou a construção, à margem leste da baía, do Forte do Presépio (hoje, Forte do Castelo), marco inicial da fundação da cidade de Santa Maria de Belém do Grão-Pará.
Nos anos seguintes a baía foi palco de diversas batalhas. Uma grande disputa pelo Grão-Pará acontecia ali entre os portugueses, ingleses, holandeses e franceses. Nenhum desses povos conseguiu estabelecer-se nessa região, sendo obrigados a buscar terras mais ao norte, nas Guianas.

## Caracterização ambiental
Ela abriga diversos ecossistemas, como manguezais, igapós (florestas inundadas) e áreas de várzea. A vegetação ao redor da baía é composta principalmente por vegetação de floresta tropical úmida.

## A pesca

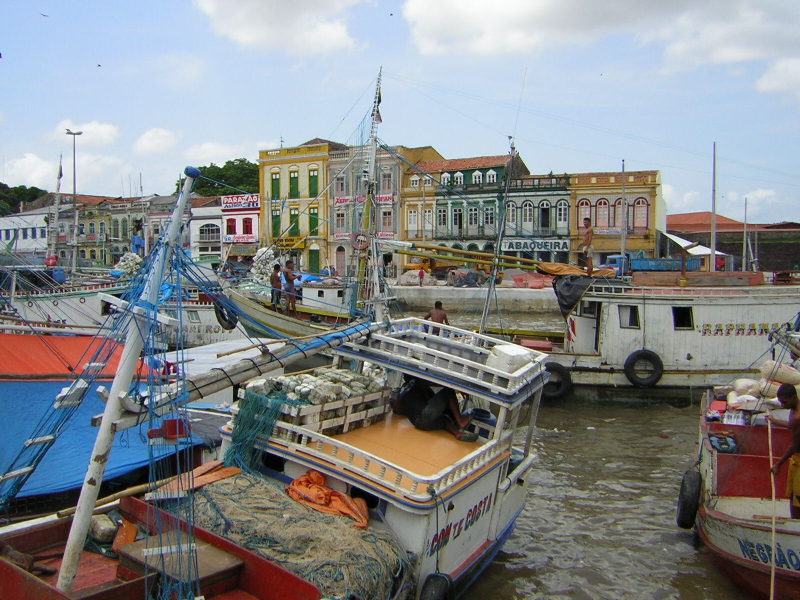
Os barcos pesqueiros atracados na Cidade Velha, bairro no centro de Belém

Considerada a atividade mais importante para os Tupinambás, a pesca na Baía do Guajará era o significado da sobrevivência daquela população indígena.
Após a chegada dos portugueses a atividade se intensificou, e até o início do Ciclo da borracha em 1879 e compunha a base da economia local.
Ainda hoje os peixes da Baía do Guajará estão muito presentes à mesa dos paraenses e permeia toda a culinária tradicional do Pará com os mais diversos pratos, dentre eles o Pirarucu, considerado por muitos o bacalhau da Amazônia.

## O Círio fluvial
Como parte das comemorações do Círio de Nazaré, um procissão fluvial ocorre sobre as águas da Baía do Guajará todos anos. Criada em 1985, a romaria proporciona aos ribeirinhos, pescadores e navegantes da baía, uma oportunidade de homenagear a padroeira dos paraenses, Nossa Senhora de Nazaré.
Saindo do porto de Icoaraci, centenas de embarcações acompanham o barco que leva a imagem da santa até o porto de Belém, em um percurso que dura aproximadamente 5 horas. Durante todo o trajeto a santa recebe homenagens dos fiéis e diversas salvas de fogos.

## Importância para a região
Além de sua importância ecológica, a baía também tem grande relevância para a economia local. É utilizada para a navegação de embarcações de grande porte, que transportam mercadorias e passageiros. Além disso, a pesca é uma atividade comum na região, com destaque para a pesca artesanal realizada por comunidades tradicionais que dependem dos recursos pesqueiros da baía .

## Pontos turísticos
O turismo é, atualmente, a atividade econômica mais importante da região. As margens da Baía do Guajará oferecem diversas opções, de passeios históricos a recantos de beleza natural.

### Ver-o-Peso

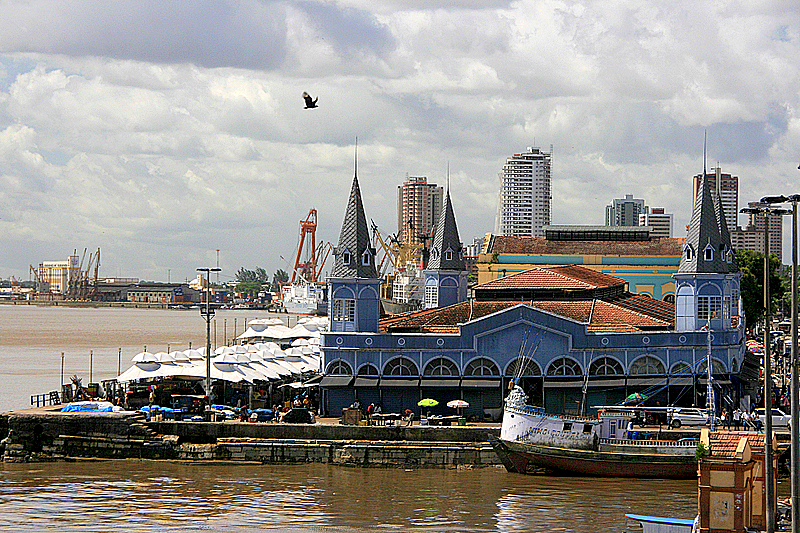
Mercado do Ver-o-Peso, às margens da baía do Guajará

As chamadas Casas do Ver-o-Peso foram criadas no Brasil em 1614, no Rio de Janeiro para aferir exatamente o peso de qualquer mercadoria e cobrar sobre ele o imposto devido. A casa do Ver-o-Peso de Belém foi erguida em 1625 para o mesmo propósito e foi extinta em 1839. Anos depois, após diversas transformações no local, foi criado o Mercado de Ferro e em volta dele se desenvolveu a maior feira livre da cidade.
O prédio foi construído pela empresa La Rocque Pinto & Cia., vencedora de uma concorrência pública em 1897, possui uma área de 1 197 m² na forma de um dodecágono. O peso estimado da estrutura é de 1 133 389 toneladas e a estrutura metálica é de zinco veille-montaine.

### Mosqueiro
A ilha do Mosqueiro, onde se encontra a Vila do Mosqueiro, é uma porção de terra com cerca de 11 000 hectares ao norte da cidade de Belém e um dos maiores atrativos turísticos da região com cerca de 17 km de praias.
O nome Mosqueiro surgiu do processo de conservação dos peixes, criado pelos índios Tupinambás que habitavam a região, chamado moqueio.

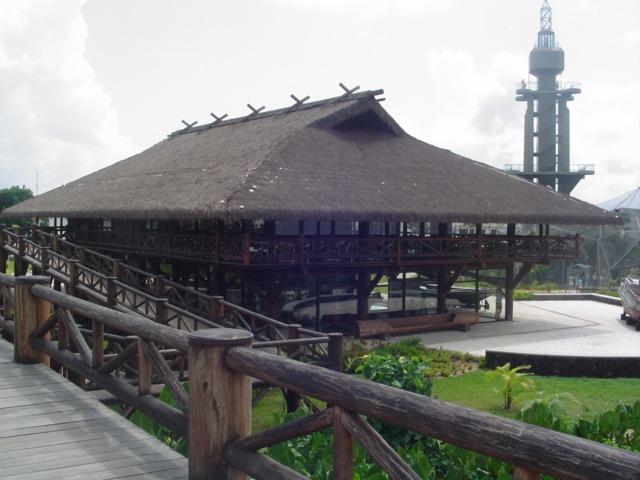
Parque do Mangal das Garças, ao fundo o mirante

### Mangal das Garças
Construído às margens da foz do Rio Guamá, o Mangal das Garças possui uma área de 64 300 m² a 3 km do centro de Belém que foi totalmente revitalizada no bairro da Cidade Velha, a exemplo do que aconteceu com o Parque das Nações em Lisboa. O parque foi projetado e erguido em harmonia com a natureza e a biodiversidade local. Ali pode-se encontrar aves pernaltas, marrecos e quelônios nativos, além de uma enorme variedade de espécies de plantas amazônicas. O mirante (foto) fornece uma vista panorâmica da Baía do Guajará e do centro histórico de Belém.

## Desafios de gestão
Como acontece em muitas áreas costeiras do mundo, a Baía do Guajará enfrenta desafios ambientais. A poluição das águas, a degradação dos manguezais e o assoreamento são alguns dos problemas enfrentados pela baía. Esses problemas são resultado da ocupação desordenada das margens, da falta de saneamento básico adequado e da atividade humana desregulada na região.

Autoridades governamentais e organizações ambientais têm se esforçado para proteger e preservar a Baía do Guajará, implementando medidas de conservação, fiscalização e conscientização ambiental. Ações como a despoluição da água, o reflorestamento das áreas degradadas e a criação de unidades de conservação são algumas das iniciativas em andamento para preservar esse importante ecossistema costeiro.

## Imagens da baía do Guajará

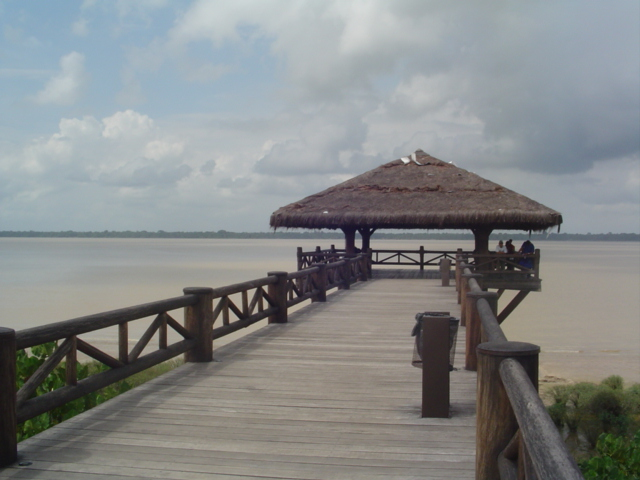
Vista do Mangal das Garças
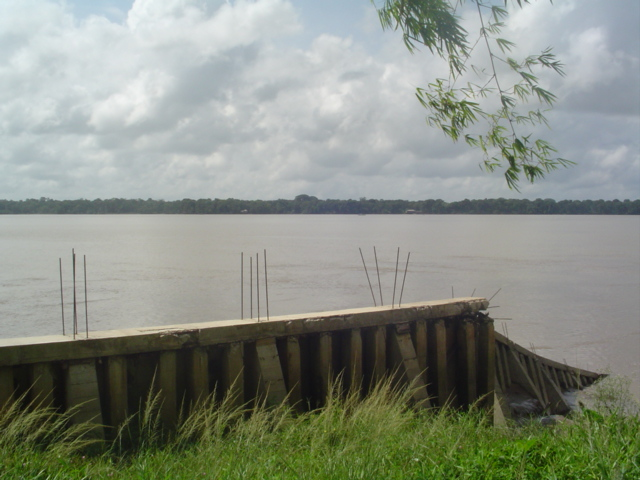
Vista do Mangal das Garças
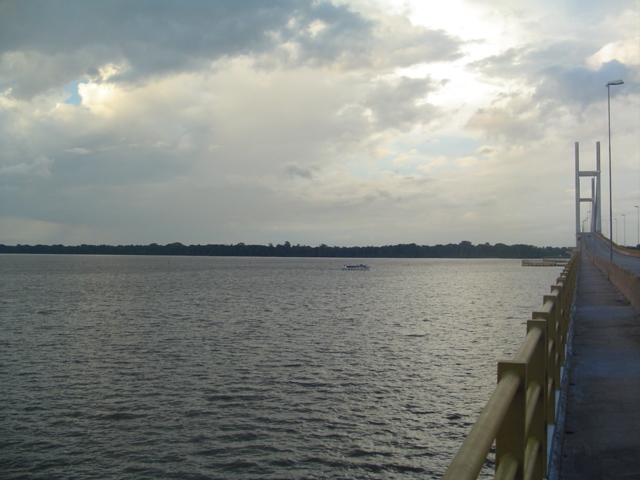
A baía do Guajará e a ponte Governador Almir Gabriel
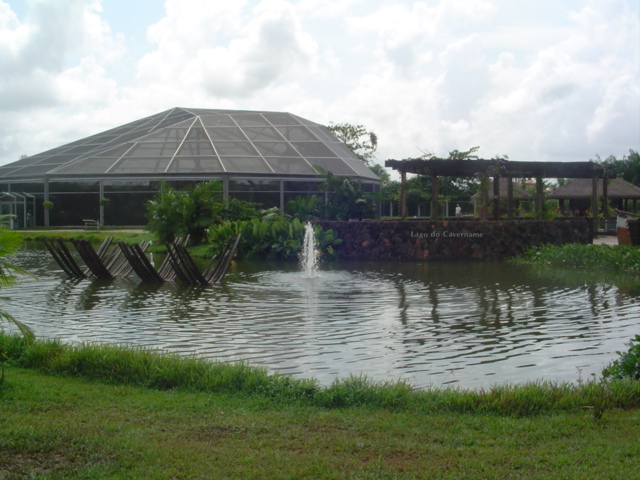
Parque do Mangal das Garças
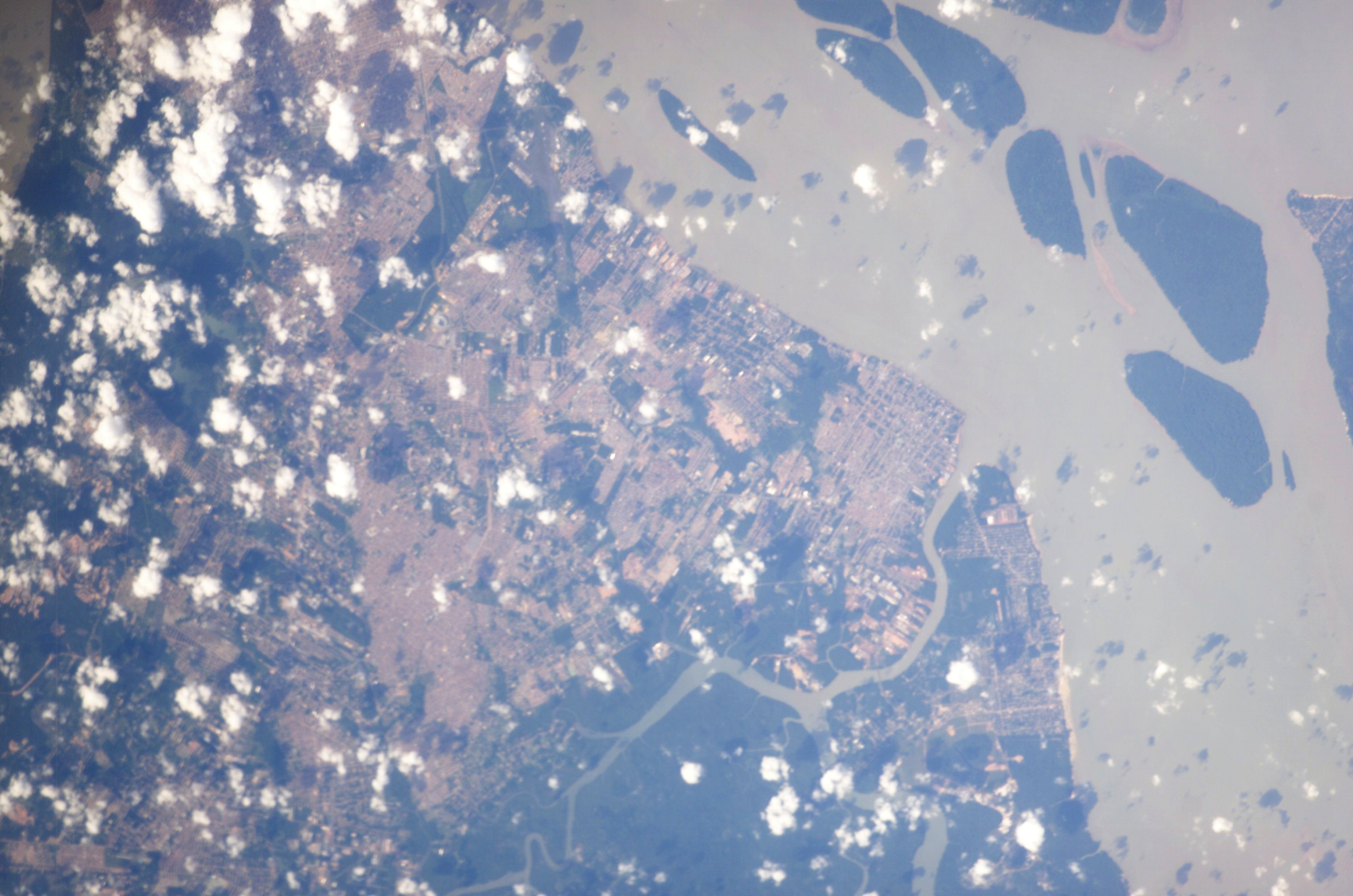
Imagem por satélite de Belém e da baía do Guajará
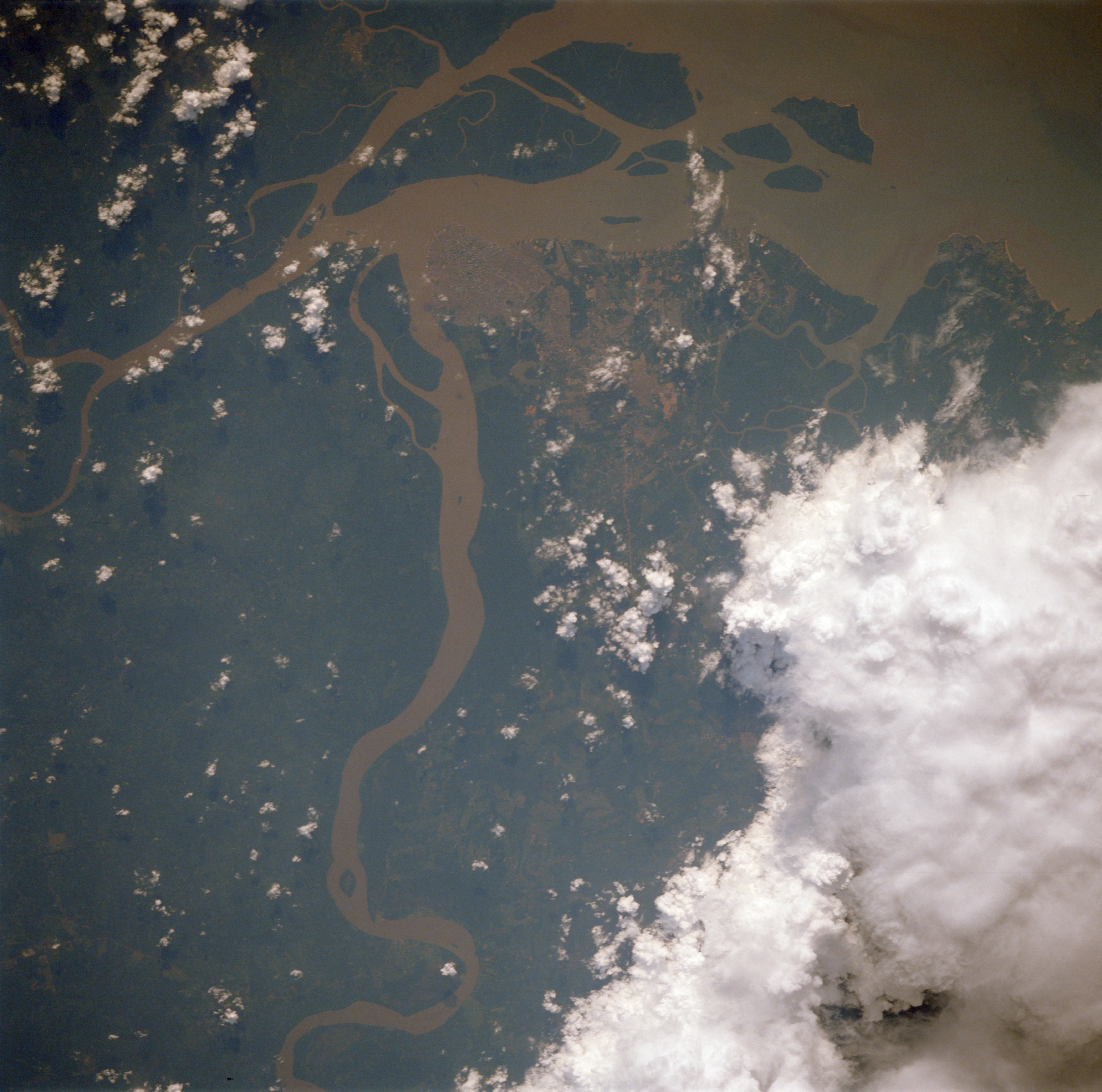
Imagem por satélite da foz do rio Guamá, que deságua na baía do Guajará
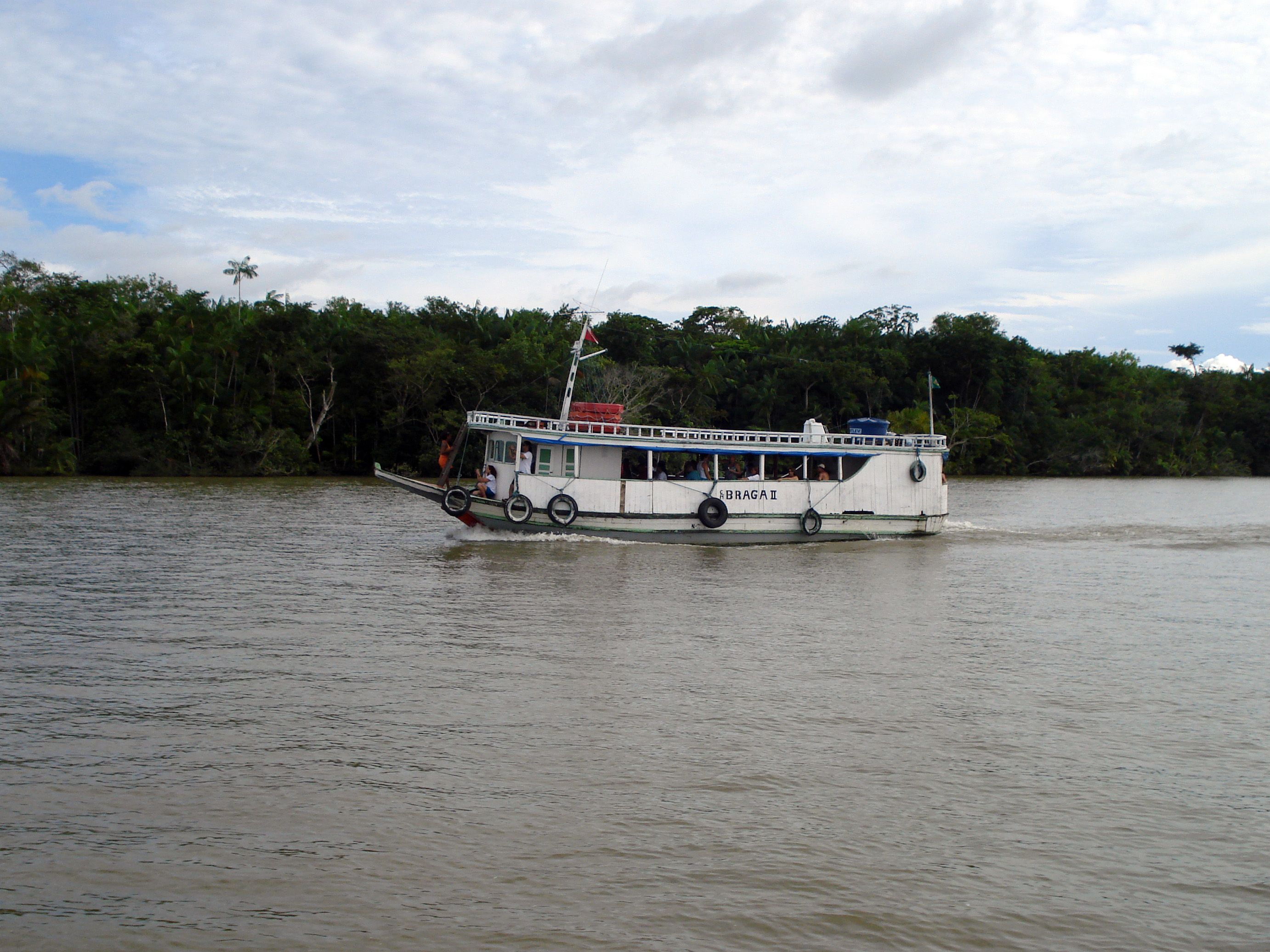
Transporte fluvial na baía de Guajará